# Strongylaspis
Strongylaspis is een kevergeslacht uit de familie van de boktorren (Cerambycidae). De wetenschappelijke naam van het geslacht werd voor het eerst geldig gepubliceerd in 1861 door Thomson.

## Soorten
Strongylaspis omvat de volgende soorten:
- Strongylaspis aurea Monné M. L. & Santos-Silva, 2003
- Strongylaspis batesi Lameere, 1903
- Strongylaspis boliviana Monné M. L. & Santos-Silva, 2003
- Strongylaspis bullata Bates, 1872
- Strongylaspis championi Bates, 1884
- Strongylaspis christianae Monné M. L. & Santos-Silva, 2003
- Strongylaspis corticaria (Erichson, 1848)
- Strongylaspis dohrni Lameere, 1903
- Strongylaspis fryi Lameere, 1912
- Strongylaspis granigera Bates, 1884
- Strongylaspis hirticollis Tippmann, 1953
- Strongylaspis kraepelini Lameere, 1903
- Strongylaspis macrotomoides Tippmann, 1953
- Strongylaspis migueli Monné M. L. & Santos-Silva, 2003
- Strongylaspis sericans Tippmann, 1953
- Strongylaspis sericea Zajciw, 1970